# San José (Almería)
San José är en by i kommunen Níjar i den spanska provinsen Almería i södra Andalusien. Orten ligger i naturparken Cabo de Gata-Níjar vid sydöstra kusten av Spanien.